# لشكرواز بن سهلان
أبو منصور لشكرواز بن سهلان كان ضابطًا عسكريًا ديلميًا خدم سلالة البويهيين. كان ابنًا لسهلان، وكان له أخ يُدعى مسافر. ذُكر لشكرواز لأول مرة عند مشاركته في جيش الوزير البويهي أبو محمد الحسن المهلبي في الدفاع عن البصرة ضد حاكم عُمان الوجيهي يوسف بن وجيه. وفي عام 954 م، أُرسل لشكرواز لمساعدة الحاكم المحتاجي أبو علي الجغاني، الذي دعم البويهيون ادعاءاته بخراسان السامانية. ومع ذلك، تحولت هذه المحاولة مع الوقت لتكون غير مثمرة، وتُوفي أبو علي بعد عام واحد بسبب المرض. كان لدى لشكرواز أيضًا ابنة تزوجت من عز الدولة بن الحاكم البويهي معز الدولة. توفي لشكرواز مع أخيه في عام 958 م.